# Restic
Restic ist eine hauptsächlich von Alexander Neumann entwickelte CLI-basierte Datensicherungssoftware, mit der inkrementelle und vollständige Backups auf Dateilevel erstellt werden können. Backups werden dedupliziert und verschlüsselt, hierbei kommt AES-256 zum Einsatz. Seit Version 0.14 werden die Backup Dateien zusätzlich komprimiert. Erweiterte Attribute von Dateisystemobjekten von Dateisystemen wie XFS und ext4 hingegen werden nicht berücksichtigt.
Restic ist in Go geschrieben und für Linux, macOS und Windows, sowie für AIX, OpenBSD, NetBSD und Solaris erhältlich.
Die gesicherten Daten werden in Repositories gespeichert, restic kann direkt mit lokalen Ordnern umgehen oder mit Cloudspeichern wie Amazon S3, einem SFTP-Server, Wasabi, Backblaze B2, Google Cloud Storage und weiteren. Daten können unter anderem mit dem Programm rclone oder über HTTP von oder zu Restic’s eigenem REST-Server übertragen werden.
Die entstandenen Backups, hier Snaphots genannt, können entsprechend den Vorgaben automatisch eine bestimmte Zeit (stündlich, täglich, wöchentlich, monatlich, jährlich) vorgehalten und automatisch gelöscht werden. Die Snapshots können unter Linux zur Wiederherstellung mittels restic mount in ein lokales Dateisystem eingebunden werden, unter Windows ist hierzu das WSL nötig.
Ein Minimalbeispiel zur Sicherung eines Verzeichnisses ("/home") in einen lokalen Ordner, der ein bereits vorbereitetes Repository enthält ("/Backupordner"), wäre:
restic -r /Backupordner backup /home
Restic wurde seit 2014 entwickelt, 2015 als Version 0.1.0 bei GitHub veröffentlicht und 2016 bei einem OpenChaos-Treffen des CCC vorgestellt.